# Olmeda de Cobeta
Olmeda de Cobeta es un municipio y localidad española de la provincia de Guadalajara, en la comunidad autónoma de Castilla-La Mancha. El término tiene una población de 57 habitantes (INE 2024).

## Geografía
En los alrededores de Olmeda de Cobeta se encuentran otras localidades como Cobeta, Ablanque y Villar de Cobeta. En el siglo XIX se mencionaban los «varios montes poblados de encina, roble, pinos, sabinas y enebros» existentes en el término.
La localidad se ubica a unos 1147 m sobre el nivel del mar, en el Alto Tajo, junto al parque natural del Alto Tajo. El término municipal tiene una superficie de 39,62 km². La flora local incluye nogales, olmos, pinos y sabinas.

## Historia
Hacia mediados del siglo XIX, al lugar se le atribuía una población de 195 habitantes. La localidad aparece descrita en el decimosegundo volumen del Diccionario geográfico-estadístico-histórico de España y sus posesiones de Ultramar de Pascual Madoz de la siguiente manera:

OLMEDA (la): l. con ayunt. en la prov. de Guadalajara (15 leg.), part. jud. de Molina (5), aud. terr. de Madrid (25), c. g. de Castilla la Nueva, dióc. de Sigüenza (8). sit. en cuesta, con clima frio: las enfermedades mas comunes son fiebres intermitentes. Tiene 40 casas; la consistorial, que sirve de cárcel; escuela de instruccion primaria dotado con 20 fan. de trigo; una igl. parr. (Sta. Maria Magdalena) aneja de la de Coveta; un cementerio en posición que no ofende á la salubridad pública: fuera de la pobl. hay una fuente de buenas aguas que surte al vecindario. térm.: confina con los de Coveta, Ablanque, El Villar y Buenafuente. El terreno es de inferior calidad y de secano; comprende una deh. y varios montes poblados de encina, roble, pinos, sabinas y enebros. caminos: los que dirigen á los pueblos circunvecinos. correo: se recibe y despacha en la cab. del part. prod.: cereales, legumbres, patatas, leñas de combustible y pastos, con los que se mantiene ganado lanar, cabrio, vacuno y de cerda; hay caza de perdices, tordos, conejos, liebres y algún jabalí.ind.: la agrícola y recriacion de ganados. comercio: esportacion del sobrante de frutos, é importacion de los art. que faltan. pobl.: 44 vec., 195 alm. cap. prod.: 720,000 rs. imp.: 43,200. contr.: 1,976.
(Madoz, 1849, pp. 248-249)

## Demografía
Olmeda de Cobeta cuenta con una población de 57 habitantes (INE 2024).
| Gráfica de evolución demográfica de Olmeda de Cobeta entre 1842 y 2021 |
| |
| Población de derecho según los censos de población del INE Población de hecho según los censos de población del INEEntre el censo de 1857 y el anterior, crece el término del municipio porque incorpora a Buenafuente del Sistal |

## Economía
Tradicionalmente el pueblo se ha dedicado a la agricultura y la ganadería, desarrollándose el cultivo de garbanzos, tomates, calabaza, judías y trigo.

## Patrimonio monumental
- Monasterio de Santa María de Buenafuente del Sistal
- Iglesia de Santa María Magdalena

- Castro de Peña Moñuz

## Tradiciones
Su patrón es San Jorge (23 de abril), celebración que se traslada al verano (julio) por la llegada de los veraneantes.